# Медведівка (Берестинський район)
Медве́дівка — село в Україні, у Берестинському районі Харківської області. Населення становить 625 осіб. Орган місцевого самоврядування — Медведівська сільська рада.
Після ліквідації Кегичівського району 19 липня 2020 року село увійшло до Красноградського (Берестинського) району.

## Географія
Село Медведівка знаходиться на річці Берестова, вище за течією примикає село Лозова, нижче за течією на відстані 1 км розташовані села Золотухівка і Кофанівка.

## Історія
1775 — дата заснування.
Під час організованого радянською владою Голодомору 1932—1933 років померло щонайменше 90 жителів села.

## Економіка
- Молочно-товарна ферма.

## Об'єкти соціальної сфери
- Школа
- Дитячий садок
- Фельдшерсько-акушерський пункт